# Bernardo Bergöend
Bernardo Bergöend (Annecy Alta Saboya, Francia; 4 de abril de 1871 - Ciudad de México, 7 de octubre de 1943) fue un sacerdote jesuita de origen francés enviado a México donde restauró el orden social cristiano y organizó a los jóvenes católicos del país. Con este fin, fundó la Asociación Católica de la Juventud Mexicana, e influyó en la formación del Partido Católico Nacional y el Partido Nacional Republicano en México, y la Liga Nacional para la Defensa de las Libertades Religiosas.  

## Formación
Descendiente de familia belga, inició sus estudios en la escuela apostólica de Montciel. Ingresó con a la Compañía de Jesúsos en Loyola Guipúzcoa España el 19 de septiembre de 1889, a la edad de 18 años. A los 20 años, en 1891 fue enviado a México y ahí tuvo estudios durante 9 años en San Luis Potosí. En 1900 fue enviado a España a estudiar teología, al seminario de Oña. Después fue enviado a San Luis, Missouri, Estados Unidos, donde se ordenó como sacerdote. Posteriormente volvería a México, para quedarse hasta su muerte en el país.
Ocupó varios cargos en diferentes escuelas de Puebla, Michoacán y Ciudad de México. En 1907 fue nombrado profesor de filosofía en el Instituto Jesuita de Guadalajara, iniciando su labor pastoral con ejercicios espirituales para convertir jóvenes al catolicismo. 

## Influencia Política.
Bernardo concibió un proyecto “La Unión Político-Social de los Católicos Mexicanos”. El padre Bergöend de cara a las elecciones de 1910, quien fue formado formado en Europa, e influenciado por el desempeño del Partido Acción Liberal popular de Francia y fundamentado en la Doctrina Social de la Iglesia para favorecer a las clases desfavorecidas que se entendía en aquel entonces, como acción popular cristiana, que según el papa León XIII y su encíclica Rerum Novarum, planteó en Guadalajara, la importancia de que los católicos participen políticamente de manera organizada y propone a los tapatíos la necesidad de formar un partido político consistente en “aquel ordenamiento civil en el cual todas las fuerzas sociales, jurídicas y económicas, en la plenitud de su desarrollo jerárquico, cooperan proporcionalmente al bien común, refluyendo en último resultado en preponderante ventaja de las clases inferiores”. 
El jesuita define un programa para hacer realidad la justicia social en México, ante la crítica situación de la población del país por lo que declaró: “Queremos emprender en toda forma una acción social de tal naturaleza que disminuya las causas permanentes de miserias y de injusticias que aquejan a nuestro pueblo ..., pero como la acción social poco podrá, o nada, sin una legislación social, y la legislación social no se alcanza sin la acción política, nos lanzaremos sin miedo al campo de batalla político”.
El Papa sostiene que la Iglesia tiene el deber de intervenir en materia social, e invita a una total reconstrucción, restauración de la sociedad, por lo que Bergoend, diseñó junto con Miguel Palomar y Vizcarra y otros mexicanos, e influir en la constitución del Partido Católico Nacional(PCN). 
Desde 1911 Bernardo se constituye el director de la Sociedad de Antiguos alumnos del Instituto San José. En 1912 se aleja del PCN y decide influir de manera menos directa en la política. En marzo de 1913, sustituye a Carlos María de Heredia en la asesoría de la Liga de Estudiantes católicos y del Centro de Estudiantes Católicos, e inspirado en la Asociación Católica de la Juventud Francesa, y apoyado por el arzobispo primado de México José Mora y del Río se propone preparar a los jóvenes para la acción política y social, y fundando así la Asociación Católica de la Juventud Mexicana (ACJM) el 12 de agosto de 1913 para esparcir mejor dichas ideas, durante el Congreso Mariano Nacional por la Unión Nacional de Estudiantes Católicos, con el lema “Por Dios y por la Patria”.
En 1913 llega Alfredo Méndez Medina de Europa, otro jesuita y juntos asesoran en Zamora a la Confederación Nacional de Círculos Católicos Obreros respaldada por el episcopado mexicano, y proponen la sindicalización gremial como la forma católica adecuada, 5 años antes que la CROM. Apoyan también la reforma sobre la tenencia de la propiedad rural de la tierra, para que las familias mexicanas, tengan una finca, un patrimonio y bien familiar, inembargable e indivisible (20 años antes que Lázaro Cárdenas).
Bernardo sembró a los futuros jefes que más tarde, en la defensa de Dios y de la patria, se convirtieron en la fuerza católica durante la Guerra Cristera en México, por lo que José de la Mora y del Río declaró que la ACJM (1913-1929) en la Guerra Cristera, fue la principal fuente de defensa de la Iglesia en ese período. Después de la Guerra Cristera surgió una segunda ACJM (1929-1935), más institucional y sujeta a la jerarquía católica.
En 1917 la nueva Constitución Mexicana, que prohibía la participación de la iglesia en la educación mexicana, privaba a la Iglesia de sus bienes y exigía el registro de los sacerdotes ante la autoridad civil, obtuvo una reacción católica a lo que la ACJM influenciada por el padre Bernardo, se manifestaron el  25 de junio de ese año, siendo arrestados 26 jóvenes de los cuales 19 eran miembros de la ACJM.    
Bergoend, siguió trabajando a favor de las libertades y pensó en reforzar o revivir al PCN. Sin embargo cambió y su decisión se cargó para la creación de un nuevo Partido, el Partido Nacional Republicano, bajo la dirección de Rafael Ceniceros y Villarreal. Participaron en la elección de 1920, donde Álvaro Obregón resultó ganador y el partido rápidamente pasó a la inactividad, pues Obregón impulso fuertemente el anticlericalismo, y después Plutarco Elías Calles lo aumento hasta desembocar en la Guerra Cristera en 1926, en lo que Bernardo se mantuvo al margen.
Estos antecedentes fueron suficientes para la conformación en 1925, de la Liga Nacional para la Defensa de las Libertades Religiosas.
En 1931 toma de nuevo el liderazgo en la ACJM, y en el aniversario de la aparición de la virgen de Guadalupe, aprovechó para plasmar su devoción mariana en el libro sobre la Virgen de Guadalupe. Posteriormente escribío sobre las encíclicas Rerum Novarum, (1920) Muelle Nobis (1931 y Cuadragésimo Año (1935).
Bernardo Bergöend falleció el 7 de octubre de 1943; fue enterrado el día siguiente por el padre Julio Vertiz.

## Obras
- “León XIII y la cuestión social. Encíclica “Rerum Novarum”: con divisiones, notas marginales y breves comentarios, 2a. ed., México, Asociación Católica de la Juventud Mexicana, 1924 (1906).
- "La nacionalidad mexicana y la virgen de Guadalupe". México. 1931